# 巻加理奈
巻 加理奈（まき かりな、1982年7月13日 - ）は熊本県下益城郡小川町（現：宇城市）出身のハンドボール選手（ポストプレーヤー）。
実父はロアッソ熊本持株会理事の巻昇治、兄は元サッカー日本代表FWでJリーグ2部・ロアッソ熊本所属の巻誠一郎、弟は元サッカー選手の巻佑樹である。

## 人物・来歴
- 背番号4。身長169cm、体重69kg、血液型はO型、右投げ。コートネーム（試合での愛称）の「ヒロ」は、横浜ベイスターズとシアトル・マリナーズで抑えの切り札として活躍した佐々木主浩に由来する（ただし巻によると、「佐々木に似ているから」というわけではないらしい。その証拠にオムロンでは、他に勝田祥子の「イチ」がイチロー、藤間かおりの「ヨシ」が吉井理人に由来している）。
- 強引なシュートが持ち味で、2005年度、2006年度とリーグ戦で2得点を挙げた。
- 小学校の時はバスケットボールとアイスホッケーをしていたが、小川町立小川中学校（現・宇城市立小川中学校）入学と同時にハンドボールを始める。熊本市立高等学校（現・熊本市立必由館高等学校）を経て、2002年にオムロンに入団。
- 趣味は人の髪を切ること（散髪）で、チームメイトの髪を切ることもあるという。また高校時代は被服科に在籍していたため、自分でデザインしたジャケット・コート・浴衣を作ったこともあったという。
- 福岡放送の夢空間スポーツの企画で大分県日田市のオートポリスで行われたママチャリ選手権に夢スポチームとして出場した。
- 2006年秋に開催された女版SASUKE「KUNOICHI」に出場するも、あえなく1st STAGEの第1エリア「浮遊走」でリタイヤした。
- 2007年度日本リーグではベストデフェンダー賞を受賞した。

## 年度別成績

### リーグ戦
| 年度   | チーム   | 背番号 | 試合         | 7mスロー     | 7mスロー     | フィールド   | フィールド   | 合計         | 成功率       |
| 年度   | チーム   | 背番号 | 試合         | 得点         | シュート     | 得点         | シュート     | 合計         | 成功率       |
| ------ | -------- | ------ | ------------ | ------------ | ------------ | ------------ | ------------ | ------------ | ------------ |
| 2002年 | オムロン | 14     | 試合出場なし | 試合出場なし | 試合出場なし | 試合出場なし | 試合出場なし | 試合出場なし | 試合出場なし |
| 2003年 | オムロン | 14     | 11           | 0            | 0            | 1            | 1            | 1            | 1.000        |
| 2004年 | オムロン | 14     | 試合出場なし | 試合出場なし | 試合出場なし | 試合出場なし | 試合出場なし | 試合出場なし | 試合出場なし |
| 2005年 | オムロン | 14     | 8            | 0            | 0            | 2            | 6            | 2            | 0.333        |
| 2006年 | オムロン | 14     | 14           | 0            | 0            | 2            | 3            | 2            | 0.667        |
| 2007年 | オムロン | 4      | 15           | 0            | 0            | 9            | 11           | 9            | 0.818        |
| 2008年 | オムロン | 4      |              |              |              |              |              |              |              |
| 2009年 | オムロン | 4      |              |              |              |              |              |              |              |
| 2010年 | オムロン | 4      |              |              |              |              |              |              |              |
| 通算   | 通算     | 通算   | 48           | 0            | 0            | 14           | 21           | 14           | 0.667        |